# Achyra nigrirenalis
Achyra nigrirenalis is een vlinder uit de familie van de grasmotten (Crambidae), uit de onderfamilie van de Pyraustinae. De wetenschappelijke naam van deze soort is voor het eerst voorgesteld als Phlyctaenodes nigrirenalis door George Francis Hampson in een publicatie uit 1913.
De soort komt voor in Australië.